# لیتل راک (کالیفرنیای جنوبی)
لیتل راک (به انگلیسی: Little Rock) یک منطقهٔ مسکونی در ایالات متحده آمریکا است که در شهرستان دیلون، کارولینای جنوبی واقع شده‌است. لیتل راک ۶۲۷ نفر جمعیت دارد و ۳۹٫۹۳ متر بالاتر از سطح دریا واقع شده‌است.